# سوروسات عروسی راجا می‌آید
سوروسات عروسی راجا می‌آید (به هندی: Raja Ki Aayegi Baraat) فیلمی محصول سال ۱۹۹۶ و به کارگردانی آشوک گایکواد است. در این فیلم بازیگرانی همچون رانی موکرجی، شاداب خان، گلشن گروور، موهنیش باهل، دیویا دوتا، سعید جعفری، آسرانی، راضا مراد و جنیفر وینگت ایفای نقش کرده‌اند.